# Mamazone – Frauen und Forschung gegen Brustkrebs
mamazone – Frauen und Forschung gegen Brustkrebs e.V. ist eine Brustkrebsinitiative mit Sitz in Augsburg. Der gemeinnützige Verein wurde am 25. November 1999 gegründet. Er geht auf die Initiative der Journalistin und Brustkrebspatientin Ursula Goldmann-Posch zurück.
Der Name „mamazone“ ist ein Kunstwort, das aus einer Mischung der Worte „Amazone“ (kriegerisches Frauenvolk der Griechischen Mythen) und „Mamma“ (medizinischer Fachausdruck für die Brustdrüse) besteht.
Der Verein engagiert sich für die qualitätsgesicherte Früherkennung und die Anwendung moderner, wissenschaftlich fundierter Diagnostik- und Therapieoptionen in Klinik und Praxis und die Weiterentwicklung der Erforschung von Brustkrebs. Ziel ist es, die Überlebenschancen von Brustkrebspatientinnen zu erhöhen und ihre Lebensumstände zu verbessern. Die Projekte von mamazone haben die Aufgabe, eine breite Öffentlichkeit für das Thema „Brustkrebs“ zu sensibilisieren. Erkrankte Frauen erhalten das notwendige Wissen, um ihren Ärzten auf Augenhöhe zu begegnen und eigenverantwortlich und gemeinsam mit ihnen die notwendigen Therapieentscheidungen treffen zu können.
Der Verein gilt mit ca. 2000 Mitgliedern (Stand Januar 2016) als eine der größten und aktivsten Brustkrebs-Selbsthilfeinitiativen. Er unterhält 14 regionale Beratungseinrichtungen für Krebskranke und deren Angehörige (13 in Deutschland und eine in Südtirol). Ein wissenschaftlicher Beirat aus 32 Brustkrebsexperten unterstützt die Arbeit der Initiative.

## Selbstverständnis und Ziele
Der Verein richtet sich nicht nur an Brustkrebspatientinnen, sondern auch an gesunde Frauen, Wissenschaftler und Forscher, die sich im Kampf gegen Brustkrebs engagieren. mamazone setzt auf Wissensgewinn und Wissensvermittlung und unterstützt Frauen mit Brustkrebs darin, eine qualitätsgesicherte, moderne Brustkrebsbehandlung einzufordern und mitzutragen. Wer als Patientin bei mamazone ist, begreift sich nicht nur als an Brustkrebs Leidende, sondern als Mitwirkende, Mitbestimmende und kritische Nutzerin im Spektrum der Onkologie.
Zielsetzungen der Arbeit von mamazone e.V. sind im Einzelnen:
- Frauen mit Brustkrebst informieren, unterstützen und stärken
- Die Qualität in Diagnostik, Therapie und Nachsorge verbessern
- Forschung beobachten, kommentieren und unterstützen

## Projekte

### Der Wissenschaftskongress „Projekt Diplompatientin“
Der mehrtägige Wissenschaftskongress „Projekt Diplompatientin®“ ist ein Fortbildungsprogramm für Patientinnen, Ärzte, Pflegende und Journalisten. Wissenschaftler und Mediziner vermitteln in ihren Vorträgen komplexe Sachverhalte im Zusammenhang mit Diagnostik, Behandlung und Nachsorge von Brustkrebs in verständlicher Sprache. Die Patientinnen werden somit zu Expertinnen ihrer Erkrankung, um eine moderne, leitlinien- und qualitätsgesicherte Früherkennung und Behandlung einfordern zu können. Die Referenten stellen sich im Gegenzug den Fragen des Auditoriums und werden so auch für die Fragen der Patientinnen sensibilisiert.

### Das „La Mamma-Projekt“
Das „La Mamma“-Projekt ist eine eintägige Fortbildungsreihe für Krankenschwestern, Breast Care Nurses und Mitarbeiterinnen von onkologischen und gynäkologischen Praxen. Sie versorgt die Teilnehmerinnen mit aktuellem Wissen und neuesten wissenschaftlichen Erkenntnissen und unterstützt sie im empathischen, kompetenten und ganzheitlichen Umgang mit Brustkrebspatientinnen.

### „mamazone im Gespräch“
Der Verein im Gespräch ist eine Reihe von Video-Interviews mit anerkannten Brustkrebsexperten und Wissenschaftlern. Diese stellen sich kritischen Fragen, erläutern aktuelle Forschungsergebnisse und geben wichtige Informationen zum Thema Brustkrebs weiter. Akkreditierte Nutzer können die Videos über die Webseite des Vereins ansehen.

### mamazone-Mobil
Ein mit verschiedenen Anschauungsmaterialien ausgestattetes Auto besucht regelmäßig abgelegene Orte in Deutschland, um Informationen über Brustkrebs dorthin zu bringen, wo sie schwer zu bekommen sind. Gemeinsam mit Krebsexperten informiert mamazone auf diesem Weg gesunde und kranke Frauen über Brustkrebs und Brustkrebsvorbeugung.

### Der Busenfreund-Award
Der Busenfreund-Award ist eine Auszeichnung von Patientinnen an die Brustkrebsforschung. Die Mitglieder wählen den Preisträger einmal pro Jahr. Der Preis in Form einer kleinen Bronzestatue wird an Brustkrebsforscher und Ärzte verliehen, die im Sinne der Patientinnen denken und sich besonders für deren Anliegen einsetzen.
Bisherige Preisträger:
- 2001 – Axel Ullrich
- 2002 – Petra Stieber
- 2003 – Ingo J. Diel
- 2004 – Siegfried Seeber
- 2005 – Richard Paul Baum
- 2006 – Michael Untch
- 2007 – Kurt Possinger
- 2008 – Christiane Kuhl
- 2009 – Tanja Fehm und Sabine Kasimir-Bauer
- 2010 – Florian Schütz
- Ehren-Busenfreund 2010 – Arthur Wischnik (Klinikum Augsburg)
- 2011 – Klaus Pantel
- Ehren-Busenfreund 2011 – Online-Portal „Was hab ich?“
- 2012 – Peter Schmid
- 2013 – Sherko Kümmel und Gustav J. Dobos
- 2014 – Claudio Zamagni
- 2015 – Ursula Goldmann-Posch
- 2016 – Claudia Friesen
- 2017 – Ralph Wirtz
- 2018 – Jacqueline Sagasser

### Internetportal: „Wie gut ist Ihr Brustzentrum?“
Das Internetportal im geschlossenen Mitgliederbereich: „Wie gut ist Ihr Brustzentrum?“ soll Patientinnen dabei unterstützen, leichter das richtige Brustzentrum zu finden. mamazone ist die erste Patientinnen-Initiative, die ein solches Bewertungsangebot betreibt. Die Fragen wurden nach den Zertifizierungsvorgaben für Brustzentren entwickelt. Ziel ist es festzustellen, ob die geforderte und beschriebene Qualität der Brustzentren auch bei den betroffenen Patientinnen ankommt und wahrgenommen wird.

## Publikationen
Das mamazoneMAG ist die Mitgliederzeitschrift des Vereins. Mit einer Auflage von 20.000 Exemplaren berichtet sie zweimal im Jahr über die neuesten Ergebnisse in der Brustkrebsforschung und -medizin sowie über brustkrebsrelevante Neuigkeiten in der Gesundheitspolitik. Das Magazin erhalten alle Mitglieder. Es wird zudem an gynäkologische und onkologische Praxen sowie an zertifizierte Brustzentren versandt.
Zu weitere Publikationen zählen zwei Informationsbroschüren: „Brustkrebs – die Krankheit mit vielen Gesichtern“ informiert über verschiedene Behandlungsmethoden bis hin zur Nachsorge. Die Broschüre „Brustkrebs-Früherkennung – Was Frauen darüber wissen sollten“ stellt die wichtigsten Früherkennungsuntersuchungen vor und zeigt deren Vorteile und methodischen Grenzen auf.

## Auszeichnungen
- Förderpreis für Selbsthilfegruppen der Marion und Bernd Wegener Stiftung (2013)[5]
- Verdienstkreuz am Bande des Verdienstordens der BRD für Gründerin Ursula Goldmann-Posch für ihre Arbeit im Rahmen von mamazone (2010)[6]
- Gründerin Ursula Goldmann-Posch unter den Top 15 beim Deutschen Engagementpreises 2013
- Bayerische Verfassungsmedaille in Silber (2011) für Gründerin Ursula Goldmann-Posch
- Bayerische Staatsmedaille für soziale Verdienste für Ursula Goldmann-Posch (30. Oktober 2015)
- Springer Charity Award 2018

## Wissenschaftlicher Beirat
Der wissenschaftliche Beirat verfügt über spezifische Kenntnisse und Erfahrungen in der Erforschung, Diagnostik und Therapie von Brustkrebs sowie im Gesundheitswesen. Er unterstützt den Verein durch Informationen über neue diagnostische und therapeutische Entwicklungen, Leitlinien, Versorgungsstrukturen, Disease Management Programme, laufende Studien und Hinweise auf Symposien und Kongresse, wie auch mit der Beantwortung fachspezifischer Fragen.

## Mitgliedschaften und Mitarbeit
Der Verein ist Mitglied in folgenden Fachgesellschaften und Organisationen:
- European Cancer Patient Coalition
- Deutsche Gesellschaft für Senologie e.V.
- Landesvereinigung Selbsthilfe Berlin e.V.
- Arbeitsgemeinschaft Qualitätsentwicklung Brustzentren beim Ministerium für Gesundheit, Soziales, Frauen und Familie, Nordrhein-Westfalen
- Mitarbeit in Ausschüssen im Rahmen der gesetzlichen Regelungen zur Patientinnenvertretung
- Arbeitsgemeinschaft Gynäkologische Onkologie e.V.

## Eckdaten und Finanzierung
Die Finanzierung der Vereinsarbeit ruht auf verschiedenen Säulen:
- Mitgliedsbeiträge (regelmäßig ca. 40 %)
- Spenden
- eigenen Einnahmen unter der für gemeinnützige Vereine zulässigen Höchstgrenzen zum Beispiel für die Beteiligung an Veröffentlichungen, Vorträgen, Veranstaltungen sowie
- Selbsthilfeförderung nach § 20, 4 SGB V. (regelmäßig ca. 5 %)

Der Verein berücksichtigt die Leitsätze der Bundesarbeitsgemeinschaft Hilfe für Behinderte e.V. (BAGH) für die Zusammenarbeit mit Wirtschaftsunternehmen im Gesundheitswesen – insbesondere mit Unternehmen der pharmazeutischen Industrie.

## Kritik
Die Arbeit des Vereins wird neben den Mitgliedsbeiträgen auch von Pharmakonzernen gesponsert. Hauptfinanzier von mamazone ist der Pharmariese Roche. Der Organisation wird eine Spitzenreiterposition unter den Spendenempfängern des Pharmakonzerns Roche sowie pharmanahe Positionen, gekoppelt an geschickte Öffentlichkeitsarbeit bescheinigt. In dem Grundlagenpapier „Transparenzmängel, Korruption und Betrug im deutschen Gesundheitswesen“ aus dem Jahr 2004 wies Transparency International Deutschland bereits darauf hin, dass mamazone direkt mit Beteiligung der Firma Hoffman La Roche initiiert und seither als „unabhängige“ Stimme vermarktet werde.
mamazone vertritt die Kooperation mit der Pharmaindustrie offensiv. So kritisierte der Vorsitzende der Arzneimittelkommission der deutschen Ärzteschaft Wolf-Dieter Ludwig, dass das Verhalten von mamazone im Zusammenhang mit dem Marketing von Medikamenten an Körperverletzung grenze. Der Pharmakologe Peter Schönhöfer beurteilt die Aktivitäten von mamazone als Pharmawerbung und nicht hilfreich für Frauen. und stellt über die langjährige Vorstandsfrau und Gründerin Ursula Goldmann-Posch fest: „Goldmann-Posch agiert nicht wie eine Vertreterin ihrer Patienten, sondern wie eine Vertreterin der Pharmaindustrie.“ Mamazone nimmt selbst Stellung zu diesem Thema im mamazoneMAG 2/2015 Seite 54 f.